# 西里西亞
西里西亞（波蘭語： [ɕlɔ̃sk] ⓘ；德語： [ˈʃleːzi̯ən] ⓘ；捷克語： [ˈslɛsko]；西里西亞語： [ɕlonsk]；下索布語： [ˈʃlazɨnʲska]；上索布語： [ˈʃlɛska]），又依波兰语译作希隆斯克，是中欧的一个历史地域名称，目前该地域的绝大部分地区都属于波兰，佔據了波蘭的整個西南部，小部份領土分別属于捷克和德国，歷史上的西里西亞還屬於過波西米亞王國和奧地利帝國。
该地的工業、煤礦、鐵礦產業都非常發達，在地理位置上沿着苏台德山脉，其南部与波希米亚和摩拉维亚接壤；在河流上奥得河及其支流几乎流经整片地区，讓其擁有較好的水力資源，河流的两岸也有许多重要城市，包括人口最多的历史名城弗罗茨瓦夫。

## 定義
现在，西里西亚大部分地区位于波兰共和國，但波蘭政府並沒有明確的把西里西亞定義為某個省份，而是拆分为数个互不相干的省（Voivodeship）：
- 大波兰省
- 小波兰省
- 下西里西亚省（下希隆斯克省）
- 盧布斯卡省
- 奥波莱省
- 西里西亚省（希隆斯克省）

其中奥波莱省和西里西亚省又称为上西里西亚。捷克境内的小部分西里西亚部分称为“捷克西里西亚”，现在主要是摩拉维亚-西里西亚省的一部分，剩余部分位于奥洛穆茨省。
西里西亞在歷史上還屬於過捷克、德國和奧地利，但目前只有捷克還保留這對西里西亞的歷史稱謂；德國的版圖中雖然還有西里西亞地區的殘餘，但是已經對西里西亞取消了行政區劃的功能，合併入其它省份之中；奧地利則因為國家的本體和西里西亞距離較遠，以至於現在和西里西亞毫無關係。

## 名称
有人认为“西里西亚”（Silesia）来自斯林加俄人（Silingi；拉丁语：Silingae），是一个汪达尔人族群，可能在2世纪于波罗的海南岸的易北河、奧得河和维斯瓦河聚居。欧洲移民时期，他们离开家园，留下他们社会的遗蹟。
传统上，西里西亚位于Kwisa河与Bobr河之间，而前者西方称为上卢萨蒂亚（Lusatia；曾称为Milsko）。由于普鲁士曾拥有下西里西亚，今德国的下西里西亚上卢萨蒂亚（Niederschlesischer Oberlausitzkreis）和霍耶斯韦达也被认为属于西里西亚。该两区和下西里西亚省称为下西里西亚。
最明显的遗产是地名——都是斯拉夫裔新居民采用的斯拉夫式名字（波兰语：Śląsk、古波兰语：Ślązsk [-o]，而古斯拉夫语：Sьlьązьskъ [<*sǐlęzǐskǔ] 则来自古汪达尔语：Siling-isk [land]）。这些居民于是被称为西里西亚人（波兰语：Ślęzanie），虽然与最初的居民没有共同之处。7世纪至8世纪的遗蹟，显示一些曾经有大量人口的地区，从西到南更有密集的堡垒。北与东方没有此類堡垒，這证明从5世纪到13世纪，斯拉夫人在西里西亚聚居。不過由於日耳曼民族的哥德人在东方，而斯拉夫的文德人（Wend）则在西方，故此堡垒不支持任何民族主义理論。

## 历史

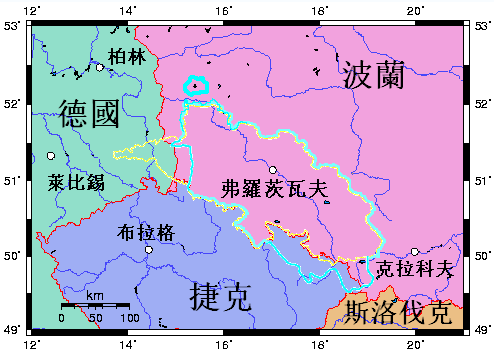
黄线之内是1871年属于普鲁士的西里西亚；青线之内是1763年七年战争前属于奥地利的西里西亚。

在9～10世紀的中世纪晚期，西里西亚最先属于波兰的皮亚斯特王朝，屬於西斯拉夫人部落的一個支脈。
13世紀開始，捷克的波希米亚王国從波蘭人手裡夺得西里西亞，并把西里西亞列為其固有領土（波希米亞王冠領地）之一，但因為波西米亞本身也從屬於德意志人的神圣罗马帝国，所以西里西亞在接受波西米亞的統治後是被德意志化而非被捷克化，其語言、建築和文化開始脫離波蘭的風格，在日後的幾百年中與德國的風格逐步接近。
1526年，因為奧地利的統治者一直兼任神聖羅馬帝國的皇帝，随着波希米亚王国被奥地利的哈布斯堡王朝统治，西里西亞也順勢成為奧地利的領土。
1742年，普鲁士的腓特烈大帝在奥地利王位继承战争取胜，从奥地利奪得西里西亚的絕大部份，隨后就在它的版圖上進行微調，成為了普鲁士的西里西亚省。
19世紀，隨著普魯士成功統一德國，西里西亞成為了德意志帝國的一部份，这些地区被德國重點建設，成為了世界頂級的工業中心之一；而奥匈帝国统治下西里西亞雖不如德國的發達，但也取得了在工業上的進步。
20世紀初，奧匈帝國和德意志帝國滅亡，奧地利從此不再和此地區有聯繫。西里西亞被新生的捷克斯洛伐克、魏瑪共和國和波蘭第二共和國瓜分，雖然它大部分區域還是在德國，但因為歷史上曾經屬於過波蘭，導致這一地區成為德意志民族和波蘭民族的爭奪地。
1945年，即二戰結束之后，西里西亚的绝大部份從德國脫離，重新回歸到波兰母國的懷抱，只有一小部份還位于现在捷克的東北角和德国的萨克森自由州。

### 早期居民
早在石器时代、青铜时代和铁器时代，已经有人类在该地居住。
首批描述西里西亚的文献，出自埃及人托勒密和罗马人塔西佗。塔西佗指出，1世纪时西里西亚居民分为多个种族，以鲁基人（Lugii）为首。斯林加俄人也属于这团体。其他东日耳曼族群也在该人口稀少的地区聚居。

### 中世纪
公元500年后，欧洲移民时期开始，大部分东日耳曼族群离开西里西亚，迁移到南欧。来自东方的斯拉夫族群成为新居民。
早期文献指出，当时的居民可能大多是斯拉夫族群。大约在845年推出的巴伐利亚地理学家（Bayerischer Geograph）指出，这些族群包括Slenzanie、Dzhadoshanie、Opolanie、Lupiglaa和Golenshitse。1086年，一位布拉格主教指出还有Zlasane、Trebovyane、波拉比安人和Dedositze。
9至10世纪，今捷克境内的大摩拉维亚、摩拉维亚和波希米亚先后统治西里西亚。约990年，皮亚斯特王朝的梅什科一世将西里西亚并入波兰。不过，一些历史学家认为，应该是他的儿子波列斯瓦夫一世在999年兼并该地。波兰分裂期间（1138-1320年），该王朝不同的支系将该地分为公国统治。
1146年，波兰的瓦迪斯瓦夫二世大公向神圣罗马帝国称臣，但是被亲弟驱逐。1163年，他的两名儿子得到波列斯瓦夫四世批准，分治上和下西里西亚。于是，他们成为皮亚斯特王朝的两大支系，亦即弗罗茨瓦夫和奥波莱-拉齐布日。这两支系继续细分，直到1390年代共有16个公国。
隨著城鎮發展，外籍移民被吸引前來定居，其中德意志人帶來了條頓法——這套法律在1211年率先於西里西亞的城鎮開始實施，隨後以修改後的馬德堡法名義推廣到波蘭其他地區:18。
1241年，蒙古帝國袭击小波兰，然后入侵西里西亚，引起居民恐慌和逃亡潮。蒙古帝國在该地大部分地区抢掠，但可能因为被Blessed Cheslav的“神奇火球”击退，故此放弃攻打弗罗茨瓦夫的堡垒。然后，他们在列格尼卡战役消灭波兰与德意志联军。窝阔台死后，蒙古人决定不继续进攻欧洲，改为返回东方选出新可汗。
西里西亚的统治者决定重建城市，采用新的行政区划。他们建立和重建160个城市和1500个市镇，并采用德意志城邦法令（马德堡法令和Środa Śląska法令），取代了故旧、按惯例的斯拉夫式和波兰式法令。而且，从13世纪末到14世纪初，他们也鼓励新居民迁到该地，大多是从神圣罗马帝国而来的德国人和荷兰人。从13世纪末到14世纪初，西里西亚的公爵吸引很多德国人到该地定居。德国人、犹太人和捷克人多数都在城市定局。在郊区，尤其是上西里西亚，波兰裔居民仍占大多数。邀请德国人开拓和灌溉贫瘠土地；统治阶层与德国和斯拉夫居民同化——这成为后来19世纪与20世纪初，波兰和德国民族主义者意识形态的纷争。
13世纪后期，红星骑士团、医院骑士团和条顿骑士团先后在西里西亚定居。
很多皮亚斯特公爵尝试将西里西亚并入波兰，甚至统一波兰本身。西里西亚公爵亨里克四世率先作此尝试，但在1290年去世，未能完成目标。然后，大波兰公爵普热梅斯瓦夫二世统一了西里西亚两个省，在1295加冕为王，却在翌年被谋杀。根据他的遗愿，格沃古夫公爵亨利克·格沃格夫斯基将会继承大波兰治权。格沃格夫斯基也想统一波兰，甚至向问鼎波兰公爵之位。不过，大波兰大多数贵族支持库亚维（Kujawy；Kuyavia）支系的皮亚斯特公爵瓦迪斯瓦夫一世。瓦迪斯瓦夫有较多贵族支持，故此成功。这个时候，波希米亚的瓦茨拉夫二世决定扩张版图，在1302年自封波兰国王。往后的半世纪，瓦迪斯瓦夫一世和他的儿子卡齐米日三世与波希米亚、勃兰登堡和条顿骑士团参与战争，各方都希望瓜分波兰。很多西里西亚公爵统治小型公国，虽然与波兰有联系，但未能与她联合，反而受到波希米亚的支配或统治。
1335年，弗洛茨瓦夫公爵亨利六世和上西里西亚公爵向波希米亚王卢森堡的约翰称臣。1348年，卡西米尔三世被迫接受波希米亚支配西里西亚。1368年，该地独立的皮亚斯特公国全数灭亡。不过，西里西亚支系的皮亚斯特王朝在14至16世纪渐渐衰落，到1675年才绝嗣：
- 1335年，弗洛茨瓦夫支系
- 1368年，希维德尼察支系
- 1476年，奥勒希尼察（Oleśnicka）和格沃古夫支系
- 1504年，沙加尼（Żagań）支系
- 1532年，奥波莱支系
- 1625年，切申支系
- 1675年，布热格-莱格尼察支系

切申公国最后男性成员弗鲁德鲁克·威廉在1625年已去世，但其姊妹伊必耶塔·路克蕾加继续统治公国，直到她在1653年去世。
西里西亚也成为神圣罗马帝国的领土，不过波希米亚则属于帝国的自治省。西里西亚属于波希米亚，直到1740年后，则由捷克、波兰和普魯士统治。在卡雷爾一世统治期间，西里西亚和弗罗茨瓦夫地位提高，当地增建了很多宏伟建筑物和哥特式教堂。当地与居民，以至其语言和文化，则受德国移民影响。
1420至1434年，波希米亚发生胡斯战争，该地受到破坏。胡斯派针对德裔人口。尤其是上西里西亚的一些地区中，斯拉夫人口再度占一席位。战争结束后，多数西里西亚人口仍然信奉天主教。不过在切申西里西亚，愈来愈多人信奉信义宗。

### 宗教改革
西里西亚继续与邻近地区保持紧密经济关系，例如波兰。尤其在文艺复兴及以后，西里西亚城市的犹太裔商人增加经济活动。
16世纪，马丁·路德的宗教改革运动率先在西里西亚开始，大部分的居民都随之皈依了新教。很多新教牧师促进当地斯拉夫文化和语言发展。
1526年，奥地利皇帝斐迪南一世将原本以选举产生王位的波希米亚王国，改为由哈布斯堡王朝继承。1537年，皮亚斯特家族的布热格公爵（或稱西里西亞公爵，領地佔全西里西亞的六分之一）腓特烈二世和勃兰登堡选帝侯约阿希姆二世达成协定，规定如若皮亚斯特家族绝嗣，勃兰登堡的霍亨索伦家族成员可以继承公国，但是斐迪南一世拒绝承认此协定，後代皇帝就在1675年併吞絕嗣的布热格公國。
17世纪初开始，基督教改革派和反改革派展开宗教冲突和战争，迫使很多捷克（包括日耳曼人与斯拉夫人）和西里西亚新教徒逃到当时宗教政策较宽容的波兰-立陶宛联邦。许多新教徒在大波兰省定居，并得到新教权贵的保护，例如拉法瓦·勒施钦斯基（Rafał Leszczyński；1579-1636年）。势力壮大的捷克新教徒（Union of the Brethren）迁到了莱什诺，例如夸美纽斯。为了规避宗教限制法规，西里西亚的新教徒常常把他们的教堂建在与波兰接壤的边界上。

### 三十年战争
神圣罗马帝国皇帝斐迪南二世企图复兴天主教，镇压新教。结果在1618年，布拉格拋窗事件发生，间接酿成三十年战争。
捷克新教徒得到德国教友和匈牙利贵族的支持。特兰西瓦尼亚王子、匈牙利贵族拜特伦·加博尔率军围攻维也纳，尝试扩展特兰西瓦尼亚以至奥斯曼帝国的版图，兼并波希米亚和西里西亚。波兰贵族至少口头上支持捷克人。他们认为捷克和匈牙利贵族是支持自由的人，抵抗专制君主，正好响应波兰施拉赫塔（中世纪后期波兰贵族阶层）黄金自由的理想。这些贵族不支持攻打新教徒，而波兰众议院甚至不准国王齐格蒙特三世帮助其天主教盟友哈布斯堡王朝。国王希望帮助奥地利，但因为签署了防卫条约，他只能拒绝马提亚斯皇帝聘用波兰-立陶宛的军队。这是因为波兰-立陶宛曾分别与瑞典和莫斯科公国交战而军力疲乏，更因贵族战争在摩达维亚而与奥斯曼帝国关系变差。
最后在1619年末，西格蒙德三世决定帮助奥地利，但只是派出私人雇佣兵Lisowczycy。其中一个原因就是，这些士兵在对莫斯科战争后失业，转而到立陶宛大肆抢掠；而且，他也认为可以从奥地利得到部分西里西亚作为报酬。虽然Lisowczycy在白山之役奠定了奥地利的胜利，但波兰瓦萨王朝并没有实际得益。奥地利只是含糊其辞，给他们一些承诺，并让几位公主与波兰皇室联婚，保持两国联盟。
1619年中，波兰国王在前往西里西亚途中，与长子瓦迪斯瓦夫王子（亦即后来的波兰国王瓦迪斯瓦夫四世；Władysław IV Waza）商议，最后决定由波兰军队暂时占领西里西亚部分地区，希望能将它们与波兰合并。战争期间，神圣罗马帝国饱受严重破坏，一些西里西亚公爵——尤其属于皮亚斯特王朝的——和弗罗茨瓦夫主教奥地利的查理，都希望得到波兰-立陶宛联邦的保护，避免被战争波及。奥地利的查理向上级波兰格涅兹诺教区求助，希望它与西格蒙德三世商议保护主教。1619年5月，瓦迪斯瓦夫王子应叔父查理的邀请，离开华沙，前往西里西亚。
7月，捷克新教徒起义对抗斐迪南二世，并请求选帝侯腓特烈五世担任波希米亚国王。9月27日，瓦迪斯瓦夫王子和其叔父可能得知消息，马上离开西里西亚，在10月7返回华沙。12月，查理选择王子年幼弟弟卡洛尔·斐迪南·瓦萨（奥波莱公爵）作为弗罗茨瓦夫代理主教，并获得波兰主教团接受。1620年，原先独立的弗罗茨瓦夫教区重归格涅兹诺教区管理。不过，直到1632年前，前者实际上由西格蒙德三世控制，而非大主教或主教。1625年，卡洛尔·斐迪南·瓦萨成为弗罗茨瓦夫的主教。
但是，随着奥地利的形势转好，斐迪南二世拒绝割让西里西亚，也不再参与对奥斯曼帝国的战争。这是因为波兰支持奥地利，而其实奥斯曼的哈布斯堡特务也支持他的决定。
斐迪南二世提议瓦迪斯瓦夫四世迎娶他的幼女塞西莉亚·雷纳塔公主 (Cecilia Renata；后来斐迪南三世的妹妹)，消息于1636年春传到波兰政府。1636年10月26日，派遣亲信嘉布遣兄弟会（Capuchin religious order）瓦勒里安（Walerian）神父到雷根斯堡与帝国谈判。公主的嫁妆定为十万兹罗提（波兰货币）。斐迪南二世也承诺为前波兰国王西格蒙德三世的两位妻子付出嫁妆，亦即安娜（Anna of Habsburg）和康斯坦泽（Constance of Habsburg）。而且，瓦迪斯瓦夫四世如若与公主结婚，他们将来的儿子会获得位于西里西亚的奥波莱-拉齐布日公国（Księstwo Opolsko-Raciborskie）。但在成事之前，斐迪南二世在1637年2月去世。继任的斐迪南三世拒绝让瓦迪斯瓦夫四世儿子取得该公国，改为以波希米亚封地特热邦为嫁妆。二人在9月结婚。
1638年，瓦迪斯瓦夫四世宣布，父亲两位妻子那仍未偿还的嫁妆由一个西里西亚公国保管，而且他偏好奥波莱-拉齐布日公国。1642年，他提议把瑞典王位转送给哈布斯堡王朝，希望得到西里西亚。1644年夏，波兰派遣Ludovico Fantoni到奥地利，建议以特热邦封地所得收入换取奥波莱-拉齐布日公国和泰申公国。
1645年初，瓦迪斯瓦夫四世不想维也纳政府继续拖延，于是向神圣罗马帝国驻华沙使者马克西米利安·迪特里希斯泰因（Maximilian Dietrichstein）表示，波兰会与瑞典合作。这暗示波兰会与瑞典联手夺取西里西亚，故此威胁奥地利。1645年3月6日，瑞典陆军元帅伦纳特·托尔斯滕松（Lennart Torstensson）在扬科夫战役（Battle of Jankov）击败神圣罗马帝国的巴伐利亚与萨克森联军，并进军维也纳。斐迪南三世于是愿意谈判，并在4月派遣约翰内斯·普兹·冯·阿德勒尔图姆（Johannes Putz von Adlertum）到华沙，给瓦迪斯瓦夫四世一些特权，把奥波莱-拉齐布日公国权益赋予其子西格蒙德·卡兹米耶日（Zygmunt Kazimierz），作为世袭采邑。
最后，哈布斯堡在谈判取胜。该公国并不作为世袭采邑，只是外借五十年，而且其主人要向波希米亚国王称臣，故此波兰国王不能接受采邑。但是，瓦迪斯瓦夫四世在儿子成人前仍会统治该公国。另外，他也答应借钱给斐迪南三世，数额为一百万兹沃塔，减去上述仍未付还的三项嫁妆。
1648年，三十年战争结束，哈布斯堡王朝大力提倡天主教，并令西里西亚六成人口改信天主教。1675年，皮亚斯特王朝的西里西亚支系灭亡，皇帝斐迪南二世 不顧勃兰登堡选帝侯腓特烈·威廉（大選侯）的抗議，自行併吞了絕嗣的布热格公國（或稱西里西亞公國）。

### 普鲁士王国
1740年，腓特烈大帝夺得西里西亚，受到当地居民的欢迎——不单是新教人口和德裔人口。根据布热格条约（见宗教改革），他以布热格主权为借口发动奥地利王位继承战争。战争在1748年结束。普鲁士夺得西里西亚绝大部分地区，除了其东南方的泰申公国和奥帕瓦公国仍然属于奥地利。七年战争中，普鲁士再度击败奥地利，巩固对西里西亚的统治。西里西亚此后成为对普鲁士最忠诚的省份之一。1815年，原本属于萨克森，格尔利茨附近的地区在拿破仑战争后并入西里西亚。这时，德语已经成为下西里西亚最主要语言；郊区的绝大多数居民，则常用受德语影响的波兰语和捷克语。在多数西里西亚的城市，德语是最常用的语言。

### 德奥统治

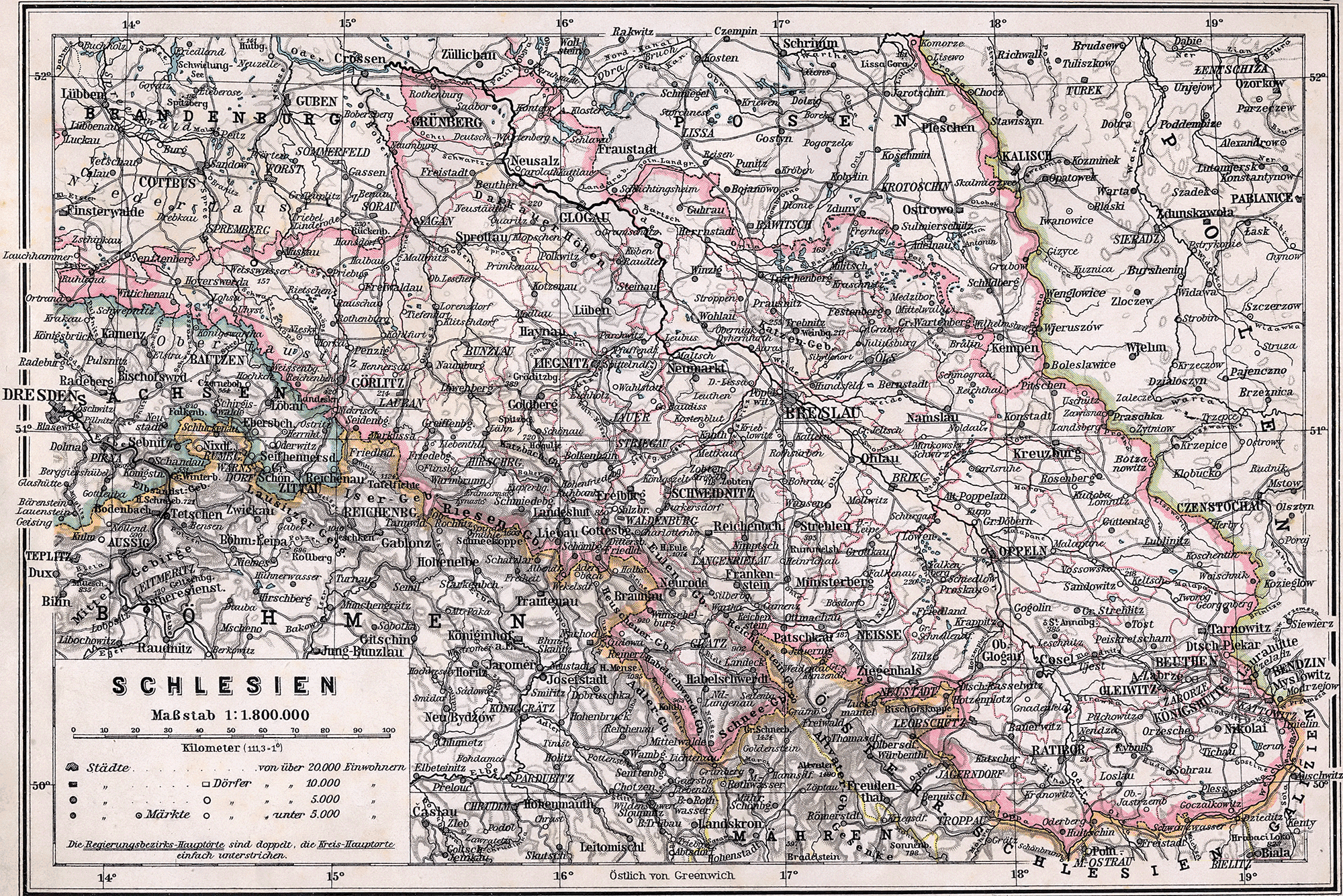
1905年德属西里西亚

1871年，德意志帝国成立，德国统一。普鲁士拥有的西里西亚成为德国的省份。上西里西亚经历大规模工业化，吸引不少居民到当地居住。下西里西亚的人口大多数是德国人和信义宗教徒，也包括弗罗茨瓦夫——那个自中世纪后期称为布雷斯劳的城市。不过，在一些地区，例如奥波莱行政区（Landkreis；后来是奥波伦政府区Regierungsbezirk Oppeln）和上西里西亚的郊区，很多居民甚至大多数人口都是斯拉夫裔和天主教徒。整体而言，西里西亚人口有三成是波兰人，而且他们多数居住在卡托维兹附近，亦即上西里西亚东南部。德国总理奥托·冯·俾斯麦发动文化斗争，压制天主教在德国的发展，同时又引起波兰人的反抗。1884年，锡安之爱在卡托维兹召开首轮会议，开启锡安主义的先声。
这时，奥地利西里西亚的奥斯特拉瓦和卡尔维纳都开始发展工业。这些地区的波兰人却大多是信义宗教徒，相对于拥有大多数德裔、信奉天主教人口的奥匈帝国。
德国与奥匈帝国在第一次世界大战战败。根据凡尔赛条约，上西里西亚应举行公投，决定该地的未来，但不包括333平方公里的赫鲁钦地区（Hlučín；Hultschiner Ländchen）——它直接由捷克斯洛伐克接管，尽管当地人口多数是德国人。国际联盟最终在1921年举行公投。
在切申西里西亚，Rada Narodowa Księstwa Cieszyńskiego和Národním Výborem pro Slezsko计划将泰申公国按照种族划分界线，不过被捷克斯洛伐克政府否定。1919年1月23日，捷克斯洛伐克攻击切申西里西亚，不过在1月30日于斯科茨佐夫（Skoczów）附近的维斯瓦河撤军。国际联盟原本计划为切申西里西亚举行公投，但没有实行。1920年7月28日，凡尔赛条约公使议会决定把它分割。该分界组成了今天波兰和捷克共和国部分边界。

### 两次大战之间
公投后，波兰民族主义者发动了三次西里西亚起义。
- 第一次：1919年8月16日-8月26日
- 第二次：1920年8月19日-8月25日
- 第三次：1921年5月2日-7月5日

结果，国际联盟决定再细分西里西亚。在上西里西亚的最东部，当地大多数居民投票支持德国统治，但仍然成为波兰西里西亚省的自治区（Wojewodztwo Śląskie）。沃伊切赫·科尔凡蒂（Wojciech Korfanty）是其中一位导致这些影响的政治人物。
仍属于德国的西里西亚，重新划分为上西里西亚省和下西里西亚省。在1938年的水晶之夜，布雷斯劳和其他西里西亚城市的犹太会堂遭到破坏。10月，波兰按慕尼黑协定占领捷克斯洛伐克的泰申西里西亚，亦即奥尔谢河西部受争议的地区，称为扎奥尔齐耶。该地面积为906平方公里，有258,000名居民。

### 二次大战
1939年9月，纳粹德国发动波兰战役，占领上述的西里西亚地区，并引起了二次大战。当地居民欢迎德国防卫军。1940年，德国在上西里西亚建造了著名的奥斯维辛集中营，是实行屠杀犹太人的主要场地；同年，在下西里西亚建造了格罗斯-罗森集中营（Gross-Rosen concentration camp），后来更在附近城市建造集中营分部。

### 二战后的西里西亚
1945年，苏联红军占领西里西亚全境。很多德国居民都逃离西里西亚，希望能逃避苏军的攻击。德国投降后，很多居民都返回家园。然而，根据1944年雅尔塔会议和1945年的波茨坦协定，奧得河和尼斯河以东的德属西里西亚都归于波兰（详见奧得河－尼斯河線）。战前，西里西亚的德裔居民有四百万人；战后，绝大部分仍留在当地的都被苏军驱逐。
战后，西里西亚的工业重建，很多波兰人迁居于此，当中很多人来自被苏联占领的波兰领土。今天，波兰近两成人口居住在西里西亚，但很多家庭都不是原居民。但西里西亞地區仍深受長久的德國文化影響，從語言服飾、歷史建物、基礎建設到教育體制，都有很深的德國文化刻鑿。
少数说德语的德裔居民仍居住在奥波莱附近。在上西里西亚，也有一些说斯拉夫语言或双语皆懂的居民。

## 自然资源
西里西亚是一个资源丰富、人口众多的地区。它盛产煤、铁资源，制造业发达。在共产党统治期间，很多老旧的工业设施导致了环境污染。当地农业正进步中，主要的农产品有：谷物、馬鈴薯和甜菜。

## 人口
现代西里西亚居民多数是波兰人和西里西亚人；日耳曼、捷克、摩拉维亚则是少数民族。根据2002年波兰全国最新人口普查：斯拉夫西里西亚人是波兰第一大少数民族，德国人居第二位——他们多数都在西里西亚聚居。捷克西里西亚的主要居民为捷克人、摩拉维亚人和波兰人。
第二次世界大战前，西里西亚的主要居民是德国人，波兰人和捷克人。1905年人口普查显示，约百分之七十五的居民是德国人，百分之二十五是波兰人。二次大战结束后，大部分德裔居民逃离故土，或被苏联红军驱逐，或是移民外国。大部分西里西亚人今天居住在德国；很多人在鲁尔区做矿工，正是祖先在西里西亚的旧业。1945年后，西德政府为了令他们更快融入当地社会，成立并资助一些组织，例如西里西亚领土协会（Landsmannschaft Schlesien）。该协会一位著名但又常引发争议的发言人，就是德国基督教民主联盟成员赫尔伯特·胡普卡（Herbert Hupka）。主流德国民意认为，这些组织会与波兰西里西亚人建立和谐关系，这正在逐步实现。

## 主要城市
以下城市分别在波兰、德国与捷克。
- 布熱格（Brzeg）
- 比托姆（Bytom）
- 格利維采（Gliwice）
- 格沃古夫（Głogów）
- 格尔利茨（Görlitz）
- 耶萊尼亞古拉（Jelenia Góra）
- 卡托维兹（Katowice）
- 克沃茲科（Kłodzko）
- 萊格尼察（Legnica）
- 尼斯（Nysa）
- 奧帕瓦（Opava）
- 奥波莱（Opole）
- 俄斯特拉发（Ostrava）
- 拉齐布日（Racibórz）
- 雷布尼克（Rybnik）
- 瓦烏布日赫（Wałbrzych）
- 弗罗茨瓦夫（Wrocław）
- 茲格热莱茨（Zgorzelec）
- 綠山城（Zielona Góra）
- 扎甘（Żagań）

## 参看

### 历史
- 德国历史
- 波兰历史
- 西里西亚历史
- 西里西亚名人列表
- 西里西亚起义

### 行政區
德意志帝國及普魯士
- 西里西亞省 (普魯士)
- 上西里西亞省
- 下西里西亞省 (德國)

納粹德國
- 上西里西亞大區
- 下西里西亞大區
- 西里西亞大區

波蘭
- 西里西亞省 (波蘭)
- 下西里西亞省 (波蘭)

### 地區
- 上西里西亞
- 下西里西亚

### 相關
- 西里西亞戰爭
- 西里西亞攻勢
- 西里西亞語 (德國)
- 西里西亞語 (波蘭)
- 德国波兰人联盟（英语：Union of Poles in Germany）
- 西里西亚人